# Chakragil
Der Chakragil (auch Chagragil) ist ein 6760 m hoher vergletscherter Berg im östlichen Pamir-Gebirge in Xinjiang (VR China).
Der Chakragil befindet sich im Kreis Akto im Kirgisischen Autonomen Bezirk Kizilsu. Der Berg bildet die höchste Erhebung im King Ata Tagh. Knapp 13 km südlich des Chakragil durchschneidet der Fluss Gez das Gebirge in östlicher Richtung. Der Kongur erhebt sich 35 km südsüdöstlich.

## Besteigungsgeschichte
Im September 1948 versuchten Eric Shipton und Bill Tilman eine Besteigung des Chakragil über den Nordgrat.
Die Erstbesteigung glückte einer japanischen Bergsteigergruppe (Misao Hirano, Minoru Hachisu, Kenji Nakayama) am 1. September 1988.